# Каримська
Каримська (рос. Карымская) — вузлова залізнична станція Читинського регіону Забайкальської залізниці Росії, транзитний пункт на Транссибірській залізниці.
Від станції відходять лінії:
- на Куенгу (232 км);
- на Заудинський (645 км);
- на Борзю (247 км).